# Oksana Mammadyarova
Oksana Mammadyarova est une ancienne joueuse de volley-ball azérie née le 6 avril 1978  à Bakou. Elle mesure 1,77 m et jouait au poste de réceptionneuse-attaquante. Elle a totalisé 116 sélections en équipe d'Azerbaïdjan. 

## Clubs
| Club            | De        | À         |
| --------------- | --------- | --------- |
| Neftyağ Bakı    | 1997-1998 | 1999-2000 |
| Lokomotiv Bakou | 2000-2001 | 2000-2001 |
| Azerrail Bakou  | 2001-2002 | 2008-2009 |
| Lokomotiv Bakou | 2009-2010 | 2010-2011 |

## Palmarès
- Championnat d'Azerbaïdjan
  - Vainqueur : 2002, 2003, 2004, 2005.
- Top Teams Cup
  - Vainqueur :2002